# Лисенко Олексій Сергійович
Олексі́й Сергі́йович Лисенко (26 жовтня 1992 — 17 лютого 2016) — лейтенант Збройних сил України, учасник російсько-української війни.

## Життєпис
Народився 1992 року в смт Петрове Кіровоградської області. 2009 року закінчив Петрівську гімназію, перед тим — Петрівську дитячу музичну школу, клас баяна. Займав активну життєву позицію[джерело?], постійний учасник студентської художньої самодіяльності, телевізійних шоу «Битва хорів» та «Україна має талант». 2014 року закінчив Дніпропетровський національний університет залізничного транспорту ім. академіка В. Лазаряна, здобув спеціальність інженера залізничного транспорту. Під час виробничої практики працював провідником на пасажирських потягах. Працював за фахом — в Управлінні залізничним транспортом Північного ГЗК.
7 лютого 2015 року мобілізований, спочатку проходив службу на офіцерській посаді в групі інженерного забезпечення 17-ї танкової бригади. В серпні 2015-го підрозділ був направлений в район Світлодарська на будівництво укріплень, згодом знову повернулися на полігон. Останній місяць служив у 20-му батальйоні. Лейтенант, начальник інженерної служби. Підрозділ займався обладнанням фортифікаційних споруд, будівництвом загороджувальних ліній та розмінуванням.
17 лютого 2016 року під час роботи з розмінування поблизу села Піски Ясинуватського району загинув — підірвався на міні. Смертельного поранення зазнав лейтенант Дмитро Решетняк. Олексій загинув за 4 дні до демобілізації.
Похований в Петровому.

## Нагороди та вшанування
За особисту мужність, сумлінне та бездоганне служіння Українському народові, зразкове виконання військового обов'язку відзначений — нагороджений
- орденом Богдана Хмельницького ІІІ ступеня (8.4.2016, посмертно)[1]
- у жовтні 2016-го в Петровому відкрито меморіальні дошки на честь Олексія Лисенка та Євгена Рєзнікова.